# Elitserien i orientering
Elitserien i orientering var en sammansättning av individuella orienteringtävlingar i Sverige, som numera utgått och ersatts av Swedish League. Även deltagare från andra stater än Sverige fick vara med. Tävlingsformen startade år 2000. Resultaten räknades samman, och den som fick mest poäng vanb. Elitserien i orientering startades med målet att höja kvaliteten på både deltagare och arrangemang, samt höja intresset för elitorientering.

## Slutsegrare
| År   | Damsegrare                           | Herrsegrare                               |
| ---- | ------------------------------------ | ----------------------------------------- |
| 2000 | Karolina Arewång, Domnarvets GoIF    | Niclas Jonasson, Leksands OK              |
| 2001 | Anette Granstedt, IK Hakarpspojkarna | Michail Mamleev, Ronneby OK               |
| 2002 | Emma Engstrand, Stora Tuna IK        | Johan Näsman, IFK Lidingö SOK             |
| 2003 | Karolina Arewång, Domnarvets GoIF    | Michail Mamleev, OK Orion                 |
| 2004 | Simone Niggli-Luder, Ulricehamns OK  | Mats Troeng, OK Linné                     |
| 2005 | Simone Niggli-Luder, Ulricehamns OK  | Valentin Novikov, Delta (FIN)             |
| 2006 | Simone Niggli-Luder, Ulricehamns OK  | Jonas Pilblad, OK Skogsfalken             |
| 2007 | Simone Niggli-Luder, Ulricehamns OK  | Peter Öberg, OK Hällen                    |
| 2008 | Helena Jansson, IF Hagen             | Peter Öberg, OK Hällen                    |
| 2009 | Helena Jansson, IF Hagen             | Emil Wingstedt, Halden SK                 |
| 2010 | Annika Billstam, IFK Lidingö         | David Andersson, Malungs OK Skogsmårdarna |
| 2011 | Annika Billstam, IFK Lidingö         | William Lind, Malungs OK Skogsmårdarna    |

### Fotnoter
1. ↑  ”Nyheter och förändringar”. Svenska Orienteringsförbundet. 6 mars 2014. Arkiverad från originalet den 24 maj 2016. https://web.archive.org/web/20160524022637/http://www.svenskorientering.se/Arrangera/Tavlingsreglerochanvisningar/Nyheterochforandringar/. Läst 6 juli 2014.